# Agrypon carinatum
Agrypon carinatum är en stekelart som beskrevs av Wang 1985. Agrypon carinatum ingår i släktet Agrypon och familjen brokparasitsteklar. Inga underarter finns listade i Catalogue of Life.